# Townsend (condado de Middlesex, Massachusetts)
Townsend é um lugar designado pelo censo localizado no condado de Middlesex no estado estadounidense de Massachusetts. No Censo de 2010 tinha uma população de 1.128 habitantes e uma densidade populacional de 252,18 pessoas por km².

## Geografia
Townsend encontra-se localizado nas coordenadas 42° 40′ 34″ N, 71° 42′ 28″ O. Segundo a Departamento do Censo dos Estados Unidos, Townsend tem uma superfície total de 4.47 km², da qual 4.38 km² correspondem a terra firme e (2.03%) 0.09 km² é água.

## Demografia
Segundo o censo de 2010, tinha 1.128 pessoas residindo em Townsend. A densidade populacional era de 252,18 hab./km². Dos 1.128 habitantes, Townsend estava composto pelo 96.01% brancos, o 0.71% eram afroamericanos, o 0.18% eram amerindios, o 1.15% eram asiáticos, o 0% eram insulares do Pacífico, o 0.53% eram de outras raças e o 1.42% pertenciam a duas ou mais raças. Do total da população o 2.39% eram hispanos ou latinos de qualquer raça.